# ヒンメルプフォルテン
ヒンメルプフォルテン (ドイツ語: Himmelpforten) は、ドイツ連邦共和国ニーダーザクセン州のシュターデ郡に属す町村（以下、本項では便宜上「町」と記述する）である。

## 地理
ヒンメルプフォルテンは、ザムトゲマインデ・オルデンドルフ＝ヒンメルプフォルテンを構成する自治体の一つである。首邑であるヒンメルプフォルテン集落の他、クーラおよびブライテンヴィッシュ集落がこの町に属している。
ヒンメルプフォルテンは、特にクリスマス・シーズンになると人の口に上ることが多くなる。この集落はクリスマスキントドルフ（クリスマス子供の村）となるのである。世界中の子供にとってこの町はサンタクロースの住む町なのである。この伝統は1960年代から始まったものである。

## 歴史
1255年にシトー会女子修道院がラムシュテット郊外のラーデンから、当時は Eulsete という名前であったこの集落に移転してきた。これ以後、集落は Porta Coeli（ラテン語で「天国の門」の意）と改名された。この名がドイツ語化し、低地ドイツ語の Himmelporten、標準ドイツ語で Himmelpforten と変化したのである。

## 行政

### 議会
ヒンメルプフォルテンの町議会は14議席からなる。

### 首長
この町の町長は、ベルント・ライマース (SPD) である。

### 紋章
ヒンメルプフォルテンの紋章は青地にゴシック様式の門。その中に白い服を着た女子修道院長が院長杖を持って立つ。
この紋章は、現在の集落が形成されるきっかけとなったポルタ・コエリ修道院に由来する。
町の色は青 - 黄色（横縞）である。

## 文化と見所

### 博物館
ヒンメルプフォルテンには郷土博物館がある。ここでは、この地域の学校の前世紀からの発展も知ることができる。

## 経済と社会資本

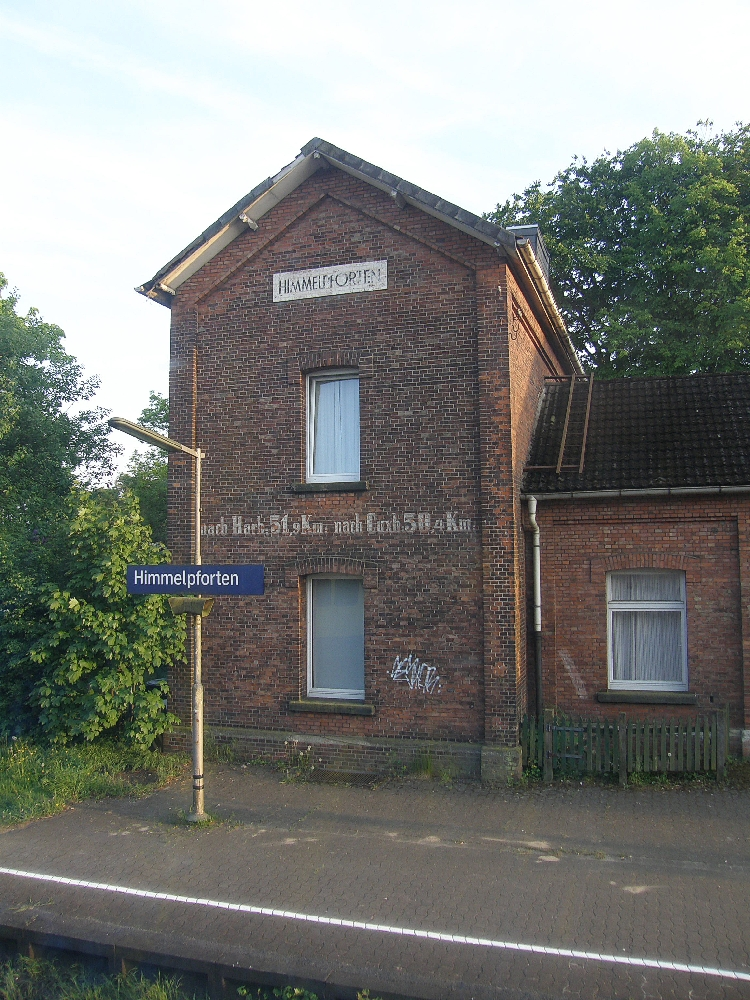
ヒンメルプフォルテン駅

### 交通
連邦道B73号線がヒンメルプフォルテンを通り、この町をシュターデやハンブルクと結びつけている。また、クックスハーフェンとハンブルクとを結ぶニーダーエルベ鉄道の駅がやはりヒンメルプフォルテンにある。
計画中であった連邦アウトバーンA22号線の開発が2007年10月から着手された。この道路はブライテンヴィッシュ集落を通過し、ヒンメルプフォルテン集落もその西端が直接アウトバーンに面することになる。アウトバーン建設反対の住民運動には約400人が参加している。

### 教育
ヒンメルプフォルテンには第5学年から第10学年までの学校センター（本課程・実科学校）であるポルタ・コエリ・シューレの他、基礎課程学校が1校ある。

## 引用
1. ↑  Landesamt für Statistik Niedersachsen, LSN-Online Regionaldatenbank, Tabelle A100001G: Fortschreibung des Bevölkerungsstandes, Stand 31. Dezember 2023
2. ↑  http://www.a-22.de